# San José de Oriente
San José de Oriente är en ort i Honduras.   Den ligger i departementet Departamento de Santa Bárbara, i den västra delen av landet, 140 km nordväst om huvudstaden Tegucigalpa. San José de Oriente ligger 611 meter över havet och antalet invånare är 888.
Terrängen runt San José de Oriente är kuperad åt nordost, men åt sydväst är den bergig. Runt San José de Oriente är det ganska tätbefolkat, med 172 invånare per kvadratkilometer. Närmaste större samhälle är Santa Bárbara, 18,0 km sydväst om San José de Oriente.  